# Neopetrosia compacta
Neopetrosia compacta är en svampdjursart som först beskrevs av Ridley och Arthur Dendy 1886.  Neopetrosia compacta ingår i släktet Neopetrosia och familjen Petrosiidae.
Artens utbredningsområde är Filippinerna. Inga underarter finns listade i Catalogue of Life.